# 玛丽瓦尔印第安寄宿学校
瑪麗瓦爾印第安寄宿學校（英語：Marieval Indian Residential School）是由加拿大天主教會開辦的加拿大原住民寄宿學校。學校位於薩斯喀徹溫省科韋塞斯73號保留地瑪麗瓦爾，在克魯克特湖湖畔。1898年建校開辦直到1997年關閉，學校主要接收薩斯喀徹溫省東南部和曼尼托巴省西南部的原住民學生。

## 歷史
瑪麗瓦爾當地最早的學校是1885年傳教士阿加皮特·佩吉在建立日間學校，學校運行至1889年，在讀學生轉到魁北克的學校繼續學業。直到寄宿學校在1898年建立，當地才再有學校。學校於1898年12月19日開學，當時學校建築尚未完工，課堂在其他地方進行。學校有一個45人的宿舍，第一期招生14人。學校的第一批教師是來自里昂的傳道聖母會四名修女，她們在1898年進駐學校比鄰的聖母聖心教堂，並負責寄宿學校的教學直到1900年。之後魁北克的聖亞辛特的聖約瑟夫修女會的四名女修女接手了教堂和教學工作。1926年1月加拿大政府以70000加元購入學校土地業權。1949年科韋塞斯引用第四條款向政府請願新建一家非宗教的日間學校被否決。1969年加拿大政府全面接管寄宿學校工作和營運，並在1970年建議關閉寄宿學校。時任主權原住民聯盟主席大衛·阿赫納丘以「這不是原住民的意願」為由抗議。1981年科韋塞斯第一民族接管學校運營，1987年又組織科韋塞斯教育委員會繼續經營學校直到1997年關閉學校。1999年寄宿學校被拆除，被一所新的日間學校取代，而寄宿學校的教堂和墓地保留了下來。

## 發現無名塚
1885年隨著阿加皮特·佩吉建起的教堂和日間學校，附屬教堂的墓地隨之建立。1970年代科韋塞斯第一民族接管這個墓地，2021年6月科韋塞斯第一民族和薩斯喀徹溫省理工學院對墓地約44000平方米的區域進行搜索。6月24日科韋塞斯第一民族在網絡上舉行發佈會，表示在寄宿學校的墓地發現751個無名墳墓，每個墳墓可能有不止一具遺骸。這些無名塚過去可能有標記，原負責墓地的天主教教堂可能在1960年代移除了標記。這些無名塚可能屬於教會的信徒，當地社區的居民，和寄宿學校的關係還有待之後的研究和調查。

## 外部連結
- 《打破沉默》瑪麗瓦爾印第安寄宿學校專題頁 （页面存档备份，存于）